# Rhopalothrix orbis
Rhopalothrix orbis é uma espécie de formiga do gênero Rhopalothrix, pertencente à subfamília Myrmicinae.